# أباسانتا
أباسانتا، (بالإنجليزية: Abbasanta)‏، (سردينيا: ˌabaˈzanta)، «المياه المقدسة» هي بلدية في مقاطعة أوريستانو، سردينيا (إيطاليا). تقع على الطريق الرئيسي بين ماكومير وأوريستانو.

## السكان
تطور النمو السكاني لـ أباسانتا